# Гаплогруппа T2e1 (мтДНК)
Гаплогруппа T2e1 — гаплогруппа митохондриальной ДНК человека.

## Субклады
- T2e1
  - T2e1a
  - T2e1b
  - T2e1c
  - T2e1d
  - T2e1e
  - T2e1f
  - T2e1g
  - T2e1h
  - T2e1i
  -  T2e9

## Палеогенетика

### Неолит
Доисторическая Шотландия
- I2633 | GENSCOT05 __ Tulloch of Assery B __ Хайленд, Шотландия, Великобритания __ 3766–3642 calBCE (4911±32 BP, SUERC-68634) __ Ж __ T2e1.[1]

Баальбергская культура
- I0560 | QLB18A __ Quedlinburg IX  (feature 21039) __ Кведлинбург, Гарц (район), Саксония-Анхальт, Германия __ 3640-3376 calBCE (4745±52 BP, Er-7856) __ Ж __ T2e1.[2][3]

### Бронзовый век
Культура колоколовидных кубков
- I6534 | HB0030 __ Kornice 33 (feature 14/15) __ Петровице-Вельке (гмина), Рацибужский повят, Силезское воеводство, Польша __ 2457-2150 calBCE (3830±35 BP, Poz-75936) __ М __ R1b1a1a2 (PF6430) # T2e1 > T2e1c.[1]

Мержановицкая культура
- poz538 __ Pieczeniegi/Rzemiędzice (grave 2) __ Жемендзице, Слабошув (гмина), Мехувский повят, Малопольское воеводство, Польша __ 2031-1781 calBCE (3580±35 BP, Poz-104946) __ Ж __ T2e1.[4]

История Гибралтара
- I10941 | 120 __ Bray Cave[англ.] __ Британские заморские территории, Гибралтар __ 1900–1400 BCE __ М __ R1b1a1a2a1a2 (P312) # T2e1.[5]

Бронзовый век Британии
- I2639 | 25217 (Amber boy) __ Amesbury Down __ Эймсбери, Уилтшир, Юго-Западная Англия, Великобритания __ 1600-1430 calBCE (3225±25 BP, NZA-32497) __ Ж __ T2e1a*.[1]

Элпская культура
- I11629 | N23_ V769 __ Hoogkarspel-Houterpolder-West __ Дрехтерланд, Северная Голландия, Нидерланды __ 1500–1000 BCE (3200±144 BP) __ Ж __ T2e1.[6]

### Железный век
Британский железный век
- I19868 | GENLAB 115, 57814; ind. 4653 __ Rowbarrow __ Солсбери, Уилтшир, Юго-Западная Англия, Великобритания __ 771-476 calBCE (2478±28 BP, SUERC-41694) __ М __ R1b1a1b1a1a2c1 (R-DF13) # T2e1a.
- I14380 | 56950; 3651; GENLAB 259 __ Cliffs End Farm __ Танет, Кент, Юго-Восточная Англия, Великобритания __ 387-203 calBCE (2237±28 BP, OxA-17802) __ М __ R1b1a1b1a1a2c1 (R-L21) # T2e1.

### Средние века
Лангобарды
- LHSZ7 | Sz 7 __ Szólád __ Шомодь (медье), Южная Трансданубия, Венгрия __ VI century __ T2e1*.[7]

Викинги
- VK489 | Estonia_Salme_II-Ä __ Salme (SM10602:XXV) __ Салме (посёлок), Сааремаа (уезд), Эстония __ VIII c. __ М __ N1a1a1a1a1a1a > N-Y21546* # T2e1.[8]

## Публикации
2015
- Haak W, Lazaridis I, Patterson N; et al. (Июнь 2015). Massive migration from the steppe was a source for Indo-European languages in Europe. Nature. 522 (7555): 207–211. doi:10.1038/nature14317. PMC 5048219. PMID 25731166. {{cite journal}}: Явное указание et al. в: |author= (справка)Википедия:Обслуживание CS1 (множественные имена: authors list) (ссылка) Википедия:Обслуживание CS1 (формат PMC) (ссылка)
- Mathieson I, Lazaridis I, Rohland N; et al. (Декабрь 2015). Genome-wide patterns of selection in 230 ancient Eurasians. Nature. 528 (7583): 499–503. doi:10.1038/nature16152. PMC 4918750. PMID 26595274. {{cite journal}}: Явное указание et al. в: |author= (справка)Википедия:Обслуживание CS1 (множественные имена: authors list) (ссылка)

2018
- Olalde I, Brace S, Allentoft ME; et al. (Март 2018). The Beaker phenomenon and the genomic transformation of northwest Europe. Nature. 555 (7695): 190–196. doi:10.1038/nature25738. PMC 5973796. PMID 29466337. {{cite journal}}: Явное указание et al. в: |author= (справка)Википедия:Обслуживание CS1 (множественные имена: authors list) (ссылка)
- Bedford, Felice L. (Ноябрь 2018). Does Mitochondrial DNA T2e1 Reflect Traces of Judaism on the "Down-Low"?. Journal of Phylogenetics & Evolutionary Biology. 6 (4). doi:10.4172/2329-9002.1000207.{{cite journal}}:  Википедия:Обслуживание CS1 (не помеченный открытым DOI) (ссылка)

2019
- Olalde I, Mallick S, Patterson N; et al. (Март 2019). The genomic history of the Iberian Peninsula over the past 8000 years. Science. 363 (6432): 1230–1234. doi:10.1126/science.aav4040. PMC 6436108. PMID 30872528. {{cite journal}}: Явное указание et al. в: |author= (справка)Википедия:Обслуживание CS1 (множественные имена: authors list) (ссылка)
- Vai S, Brunelli A, Modi A; et al. (Апрель 2019). A genetic perspective on Longobard-Era migrations. European Journal of Human Genetics. 27 (4): 647–656. doi:10.1038/s41431-018-0319-8. PMC 6460631. PMID 30651584. {{cite journal}}: Явное указание et al. в: |author= (справка)Википедия:Обслуживание CS1 (множественные имена: authors list) (ссылка)

2020
- Juras A, Makarowicz P, Chyleński M; et al. (Июнь 2020). Mitochondrial genomes from Bronze Age Poland reveal genetic continuity from the Late Neolithic and additional genetic affinities with the steppe populations. American Journal of Physical Anthropology. 172 (2): 176–188. doi:10.1002/ajpa.24057. PMID 32297323. {{cite journal}}: Явное указание et al. в: |author= (справка)Википедия:Обслуживание CS1 (множественные имена: authors list) (ссылка)
- Margaryan A, Lawson DJ, Sikora M; et al. (Сентябрь 2020). Population genomics of the Viking world. Nature. 585 (7825): 390–396. doi:10.1038/s41586-020-2688-8. PMID 32939067. {{cite journal}}: Явное указание et al. в: |author= (справка)Википедия:Обслуживание CS1 (множественные имена: authors list) (ссылка)

2022
- Patterson N, Isakov M, Booth T; et al. (Январь 2022). Large-scale migration into Britain during the Middle to Late Bronze Age. Nature. 601 (7894): 588–594. doi:10.1038/s41586-021-04287-4. PMC 8889665. PMID 34937049. {{cite journal}}: Явное указание et al. в: |author= (справка)Википедия:Обслуживание CS1 (множественные имена: authors list) (ссылка)